# Pietra di Morrecine
In territorio ortonese sorge la pietra di Morrecine, dal nome dell'omonima piana, frazione o contrada.

## Descrizione
La Pietta è in agro privato, lungo la strada provinciale che da contrada Villa Grande di Ortona, porta all'incrocio in direzione per Tollo e contrada Colombo e Casino Vezzani.
Si tratta di un poderoso conglomerato cementizio a forma di cubo affondato in parte nel terreno. Il termine pietra è riduttivo: il blocco, infatti, misura 4 metri per quattro e ha nella parte anteriore un'apertura larga 50 centimetri, alta 100 centimetri e profonda 2 metri. Poiché anche nelle costruzioni più antiche erano presenti elementi decorativi, non si può escludere che anche questo blocco li avesse. In più di un punto dei suoi lati si notano come delle ferite dovute a graffe che evidentemente tenevano delle lastre. Di queste decorazioni non vi è traccia se non in una lastra rotta in tre parti che potrebbe aver fatto parte della pietra.
La Soprintendenza archeologica di Chieti e il Centro Ortonese di Storia Patria hanno ipotizzato che il rudere potesse far parte di un sepolcro, nei secoli depredare e spogliato del rivestimento.

## Storia
Le origini di questa pietra si perdono nel tempo e, circa la sua vera funzione, si mescolano leggenda e storia: i vari studiosi hanno usato i termini di mausoleo, di tomba, di altare, di mura pelasgiche, di monolito saraceno e di omaggio alla dea delle acque.
La zona di Morrecine ha subito nei secoli profonde trasformazioni. Quel rigagnolo che scorre nella fossa era un fiume e le sue acque scorrevano in piano non lontano dalla base del monumento. Questa considerazione, supportata dai ritrovamenti di anse d'anfora, ha fatto supporre che potrebbe essere un voto alla dea delle acque. 
Il termine Morrecine non ha un'etimologia certa, potrebbe derivare, infatti, sia da morgeti che da "morecone". I morgeti erano una popolazione preellenica, che occupava il centro Italia lungo la costa adriatica. Il "morecone" era il termine con il quale in Abruzzo veniva identificato un grosso masso.
La tesi più accreditata sull'origine del rudere è quella di mausoleo di epoca romana, a ridosso dell'antica via consolare, risalente tra il I e il III secolo dopo Cristo probabilmente innalzato nel territorio extraurbano ortonese già luogo di culto per i Frentani.